# Lagărul de exterminare Malîi Trosteneț

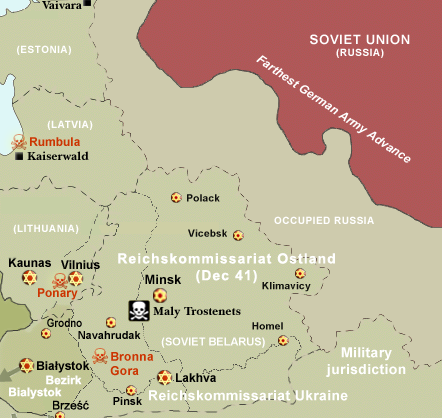
Malîi Trosteneț pe harta principalelor ghetouri din Reichskommissariat Ostland. Poziția taberei este marcată de pictograma craniu alb-negru.

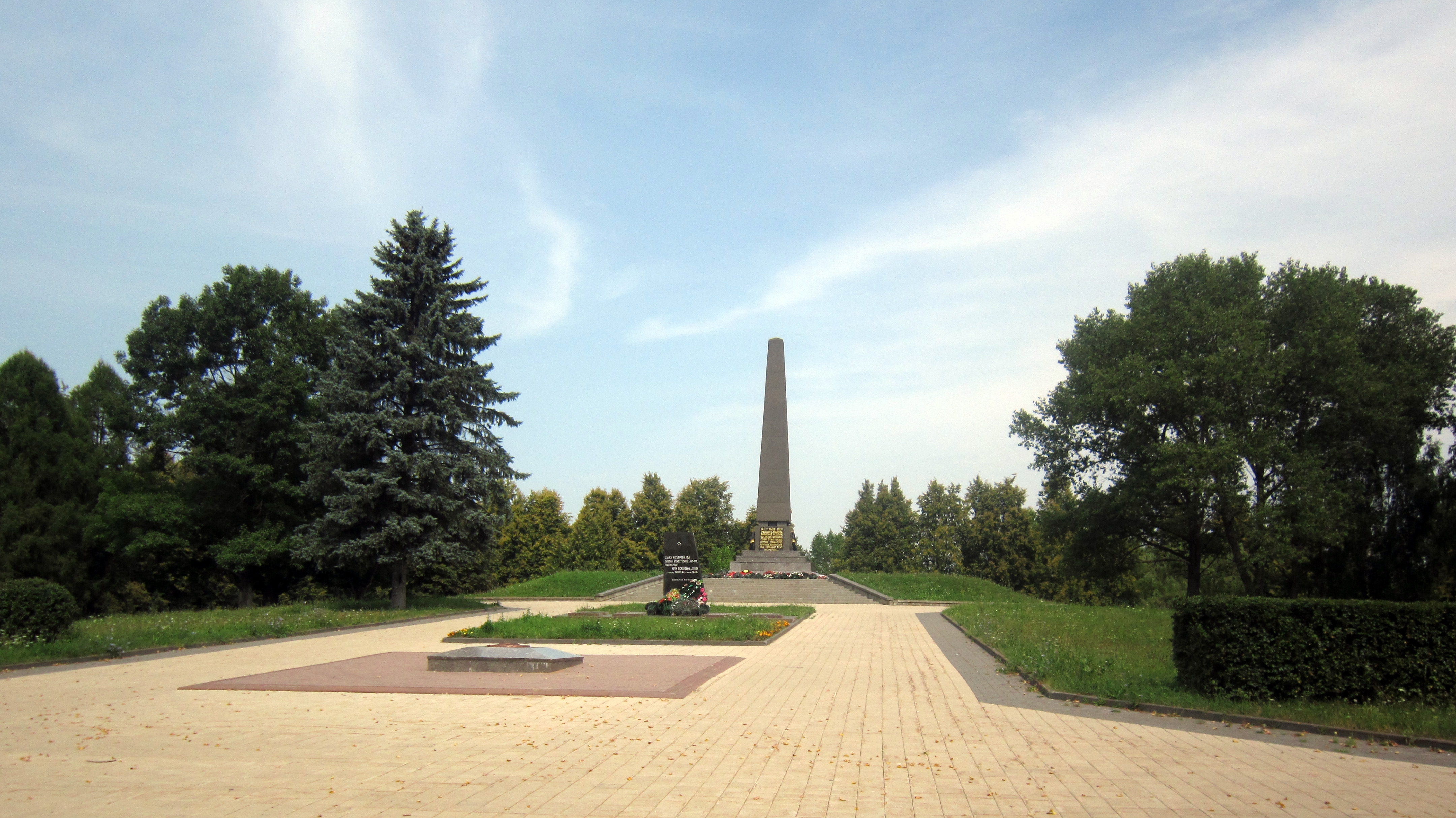
Complexul memorial, construit în anii 1960

Lagărul de exterminare Trosteneț, cunoscut, de asemenea, sub numele de Malîi Trostineț, Malî Trasțianeț și Trascianec, a fost un lagăr de exterminare nazist german din cel de-al Doilea Război Mondial situat lângă satul Malî Trasțianeț (în belarusă Малы Трасцянец) de la periferia orașului Minsk, în Reichskommissariatul Ostland. A funcționat între iulie 1942 și octombrie 1943, timp în care aproape toți evreii rămași la Minsk au fost uciși și îngropați acolo.

## Istoric
Construit inițial în vara anului 1941 pe locul unui colhoz sovietic, o fermă colectivă de 200 de hectare, Trosteneț a fost organizat de Germania Nazistă ca un lagăr de concentrare fără facilități specifice de exterminare pentru prizonierii de război sovietici care au fost capturați în cadrul operațiunii Barbarossa lansate împotriva Uniunii Sovietice la 22 iunie 1941.
Lagărul a devenit la 10 mai 1942 un Vernichtungslager (lagăr de exterminare), când primul lot de evrei a fost adus acolo sub pretextul „relocării”. Acolo au fost uciși evrei din Austria, Germania și Cehoslovacia. Trenurile morții organizate de SS au fost trimise din Berlin, Hanovra, Dortmund, Münster, Düsseldorf, Köln, Frankfurt pe Main, Kassel, Stuttgart, Nürnberg, München, Breslau, Königsberg, Viena, Praga, Brünn și Theresienstadt. În majoritatea cazurilor, evreii erau uciși imediat după sosire. Ei erau transportați de la gară pe terenurile de la Blagovșcina (Благовщина) și Șașkovka (Шашковка), aflate în apropiere, și erau împușcați în ceafă.
Scopul principal al lagărului a fost uciderea prizonierilor evrei din Ghetoul Minsk și din zona învecinată. Principala metodă de execuție era împușcarea. Camerele de gazare amenajate la Trosteneț au avut un rol subsidiar, chiar nesemnificativ în uciderea deținuților. Scharführer-ul SS german baltic Heinrich Eiche a fost administratorul lagărului.
La 28 iunie 1944, când Armata Roșie s-a apropiat de această regiune, germanii au amplasat explozibili și au aruncat în aer clădirile lagărului în cadrul Sonderaktion 1005, o operațiune de distrugere a dovezilor săvârșirii genocidului. Sovieticii au descoperit totuși 34 de gropi comune, unele dintre ele având lungimea de până la 50 de metri și adâncimea de 3-4 metri, în pădurea Blagovșcina la aproximativ 500 de metri de drumul Minsk-Moghilev conform raportului special elaborat de Comisia Extraordinară de Stat Sovietică în anii 1940. Doar câțiva deținuți evrei au supraviețuit deportării în lagărul Malîi Trosteneț. Ei au fost eliberați de Armata Roșie și au oferit primele mărturii despre existența lagărului la 7 iulie 1944.
Potrivit istoricilor moderni ai Holocaustului, estimările inițiale ale numărului de persoane ucise la Trosteneț au fost mult exagerate de către funcționarii Comisiei Sovietice de Stat; ele au variat de la 200.000 la mai mult de jumătate de milion. Institutul Yad Vashem din Ierusalim și alți cercetători estimează numărul real de victime la 60.000-65.000 de evrei.
Un număr mare de soldați, cetățeni și partizani sovietici au fost uciși, dar numărul lor exact rămâne necunoscut. Estimările variază de la 80.000 la mai mult de 330.000. 

## Autorii Holocaustului
Doar câțiva făptuitori ai Holocaustului de la Trosteneț au fost aduși după război în fața justiției. Printre ei a fost Eduard Strauch, care a murit într-o închisoare belgiană în 1955. În 1968 un tribunal din Hamburg a condamnat la închisoare pe viață trei militari SS de rang inferior - Rottenführer-ul Otto Erich Drews, Revieroberleutnant-ul Otto Hugo Goldapp și Hauptsturmführer-ul Max Hermann Richard Krahner - supraveghetorii germani ai evreilor din Sonderkommando 1005 -, recunoscuți ca vinovați pentru uciderea muncitorilor forțați să acopere urmele crimelor în 1943. Mai multe persoane au fost condamnate și în timpul proceselor din Germania de Vest și din URSS pentru crimele comise în zona orașului Minsk, deși nu au participat la genocidul de la Trosteneț.
Heinrich Seetzen s-a sinucis într-o tabără britanică de prizonieri de război. Heinrich Eiche a fugit în Argentina după război și toate urmele lui s-au pierdut. Gerhard Maywald s-a stabilit după război în Germania de Vest. În 1970 procuratura din Koblenz a închis ancheta împotriva lui „din cauza lipsei unor probe suficiente care să-i ateste vinovăția”. La 4 august 1977 Maywald a fost condamnat la patru ani de închisoare pentru uciderea și complicitatea la uciderea a 8.000 de evrei în Letonia.

## Numele lagărului
Numele lagărului diferă de la o limbă la alta. Astfel, el este numit Malî Trasțianeț (Малы Трасцянец) în bielorusă și Malîi Trosteneț (Малый Тростенец) în rusă. Există diferite romanizări ale acestor nume: Maly Trostinets, Maly Trostinez, Maly Trostenez, Maly Trostinec și Klein Trostenez).
Cuvintele „trosteneț” și „trasțianeț” au rădăcină derivată din „trostnik” (Тростник), denumirea rusă pentru stuf sau alte plante acvatice asemănătoare. Sufixul „-eț” este doar un mod tipic de formare a numelui unui loc pornind de la anumite trăsături naturale (similar cu Kremeneț, Eleț, Koneveț etc.). Astfel, „Trosteneț” ar putea însemna „locul acoperit cu stuf” sau „stufărișul”.

## Victime cunoscute
Numele a 10.000 de evrei austrieci uciși în lagărul de la Malîi Trosteneț sunt incluse în cartea Maly Trostinec - Das Totenbuch - Den Toten ihre Namen geben, compilată și editată la Viena de Waltraud Barton. Printre cei uciși aici se numără următorii:
- Cora Berliner (cel mai probabil)
- Grete Forst
- Vincent Hadleŭski [Wincenty Godlewski], preot romano-catolic și luptător în rezistența naționalistă bielorusă (n. 1988), arestat la Minsk la 24 decembrie 1942 și împușcat la Trosteneț în aceeași zi.[9]
- Margarete Hilferding (în tranzit spre lagărul Terezín)
- Norbert Jokl (după unele versiuni)

## Comemorare
Un complex memorial construit pe locul lagărului atrage anual mii de vizitatori, mai ales după ce restricțiile de călătorie s-au diminuat odată cu destrămarea Uniunii Sovietice.

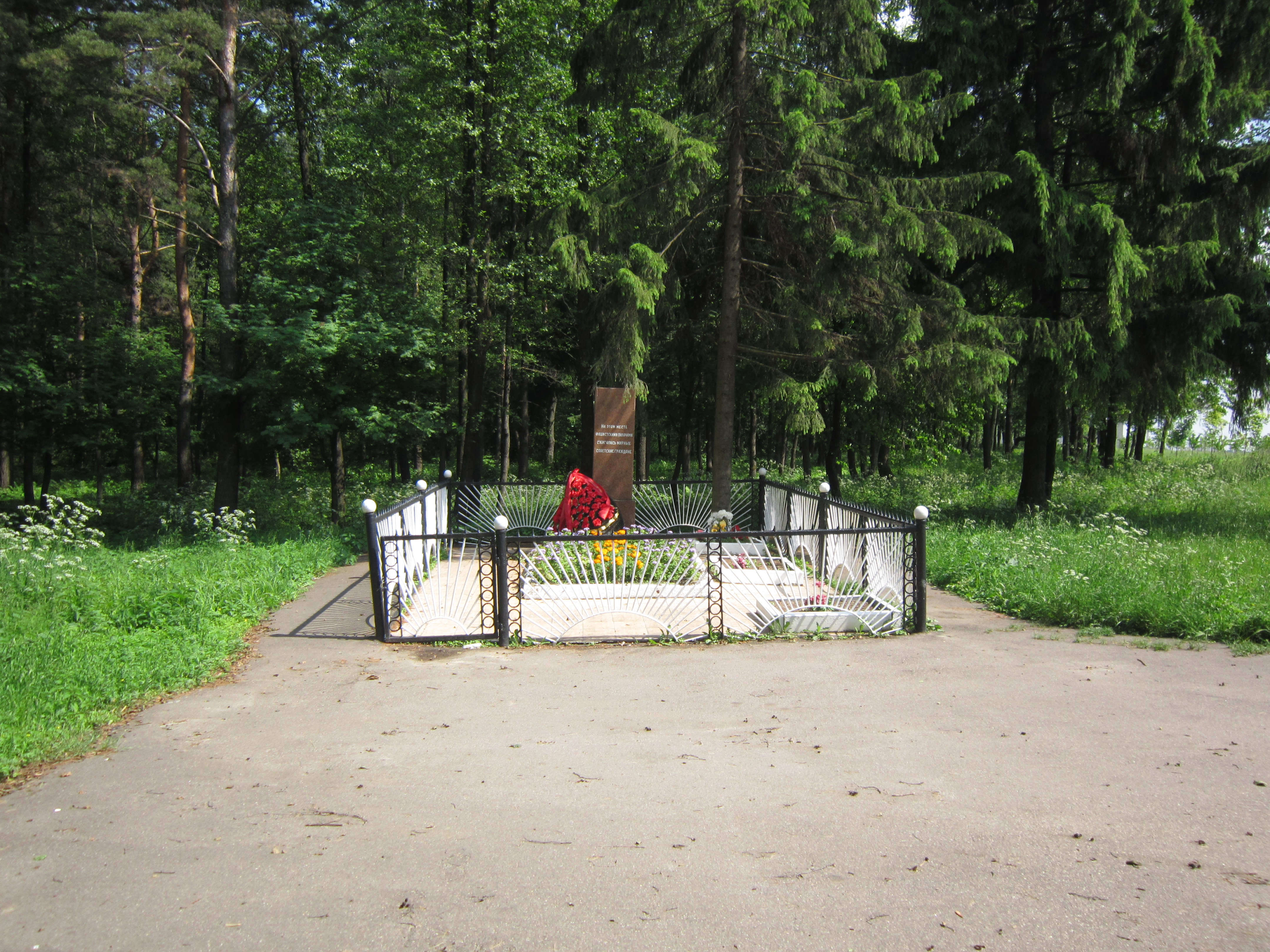
Semn memorial pe locul principal al masacrelor
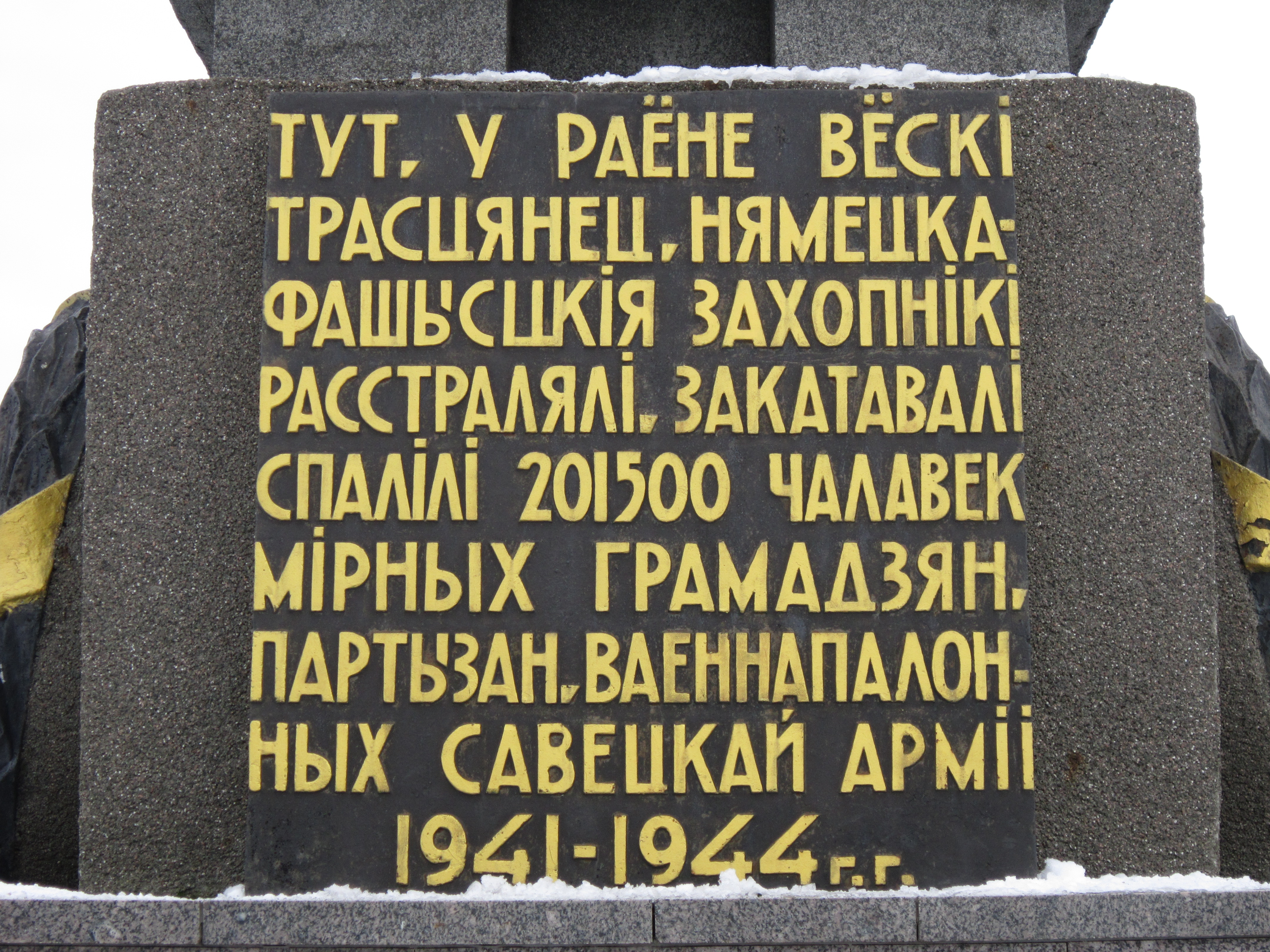
Semnul de pe obelisc, în limba bielorusă, care menționează un număr mult prea mare de 201.500 de victime
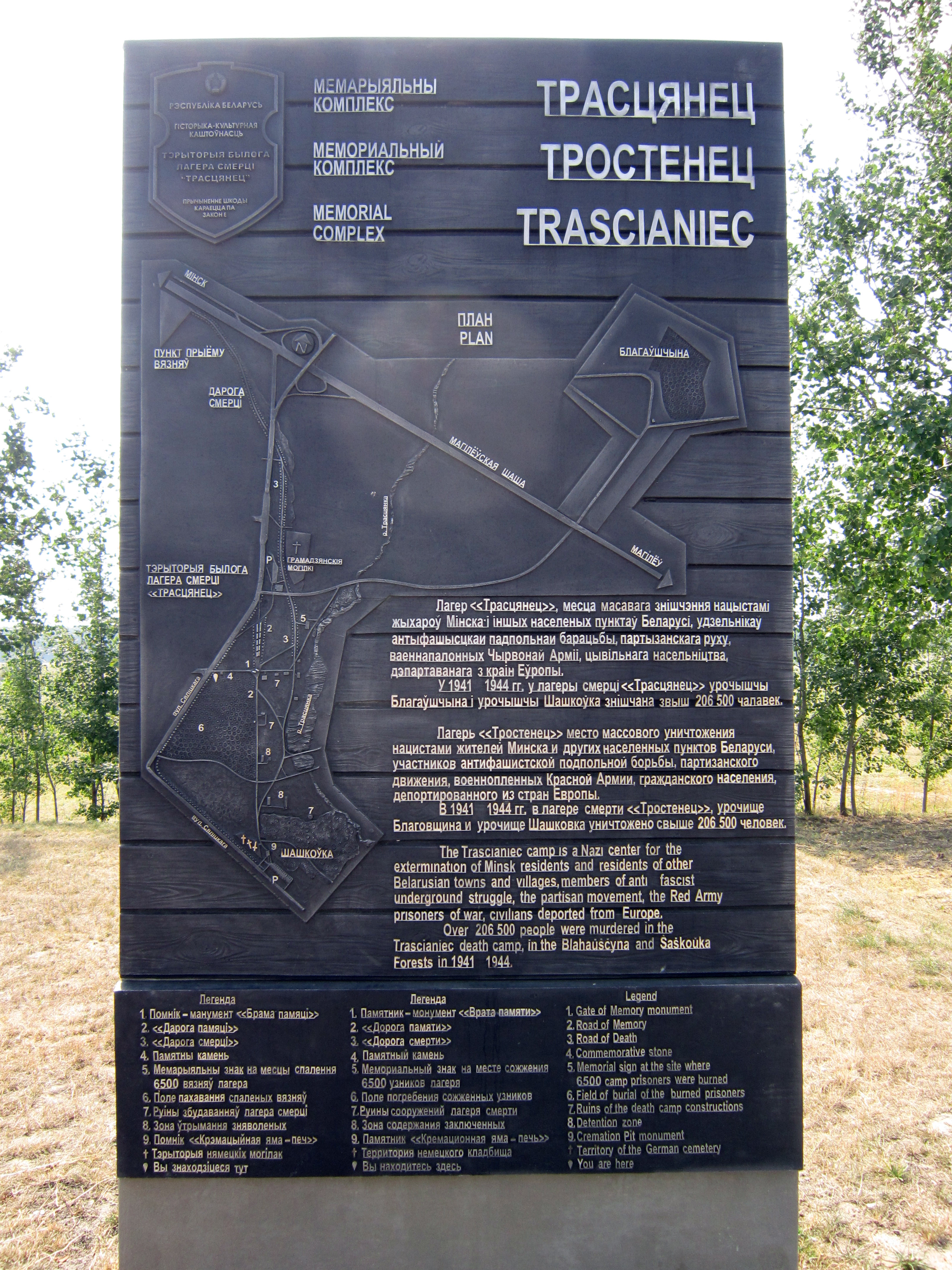
Placă explicativă a complexului memorial planificat
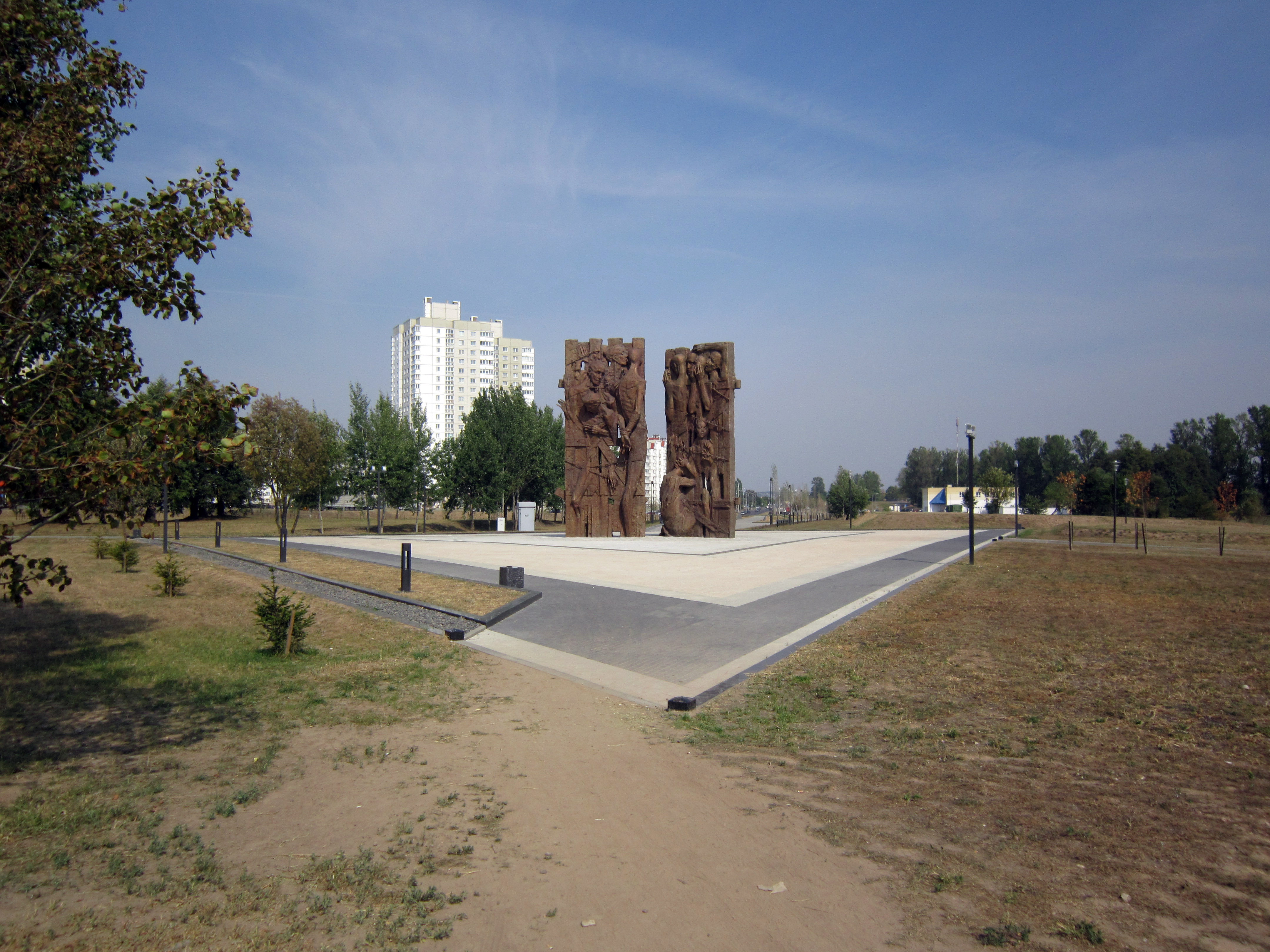
Complexul memorial, construit în 2015